# غوردون د. لوف
غوردون د. لوف (بالإنجليزية: Gordon D. Love)‏ هو فيزيائي بريطاني، ولد في 1967 في ليدز في المملكة المتحدة.